# Застава филм
Војнофилмски центар Застава филм, основан 1948. године као Одељење за производњу филмова Југословенске армије, је југословенска и српска филмска продукциона кућа, која послује у оквиру Војске Србије.

## Историјат
Историја „Застава филм”-а почиње у лето 1948. године, када је формирано Одељење за производњу филмова Југословенске армије у Београду. Прва остварења су Филмски прегледи из Југословенске армије - хронике и коментари армијског и друштвеног живота. За начелника је постављен мајор Маријан Маринц. Данашњи назив, Војнофилмски центар „Застава филм“ добија 1962. године.
Први наставни, едукативни филм, „Обука у бацању ручних бомби”, режира капетан Чочи Микијели (1948). Ова врста филма постаје „Заставина“ основна, али не и једина делатност. Отворена према јавности, „Застава“ привлачи велики број филмских стваралаца, од којих ће неки постати значајна имена југословенског филма.
У периоду између 1950. и 1960. године, „Застава филм” постаје највећи произвођач краткометражних филмова у земљи. Преовлађују документарни и наставни филм. У исто време, негује се и развија кратки играни филм. 
Период између 1960. и 1980. године, златно је доба „Застава филм”-а. Време пуне ауторске афирмације, богате продукције, високог квалитета и сјајних награда.
Крајем осамдесетих година „Застава филм“ се технички модернизује уводећи поред филмског и комплетан систем видео продукције. 
Период од 1991. до 2000. године је најтежи период постојања и рада „Застава филм“-а. Хиљаде сати документарног материјала из сукоба са простора СФР Југославије забележиле су екипе „Застава филм“-а. Били смо сведоци и хроничари НАТО бомбардовања. Стварање документарног филма инспирисано је временом у коме живимо и традицијом ове установе. И у најтежим временима последње деценије 20. века редитељи, сценаристи, сниматељи „Заставе“, стварају филмове високих уметничких домета.
Тако је „Застава филм“ постала сведок и хроничар историје. Снагу ових аргумената, време не може избрисати. За све године, престижном угледу ове установе, допринео је велики број стваралаца – познатих аутора југословенског и српског филма. На међународним и домаћим фестивалима, они доносе „Застави“, 133 заслужне награде и признања.

## Играни филмови
| Год.  | Назив                      |
| ----- | -------------------------- |
| 1958. | Једини излаз               |
| 1961. | Степенице храбрости        |
| 1973. | Бомбаши                    |
| 1983. | Игмански марш              |
| 1984. | Војници                    |
| 1989. | Најбољи                    |
| 1992. | Полицајац са Петловог брда |
| 1997. | Птице које не полете       |

## Документарни и кратки филмови
1940 ▼ |  1950 ▼ |  1960 ▼ |  1970 ▼ |  1980 ▼ |  1990 ▼ |  2010 ▼
|            | Назив                       | Редитељ          | Сценарист        | Тр.  | У боји |
| ---------- | --------------------------- | ---------------- | ---------------- | ---- | ------ |
| 1940.-те ▲ |                             |                  |                  |      |        |
| 1948       | Обука у бацању ручних бомби | Чочи Микијели    | Чочи Микијели    | ?    | не     |
| 1949       | Разбијачи клевета           | Александар Јешић | Миодраг Ђурђевић | 0:32 | не     |
| 1949       | Армија на прузи             | Ото Денес        | Ото Денес        | 0:22 | не     |

| 1951 ▼ | 1952 ▼ | 1953 ▼ | 1954 ▼ | 1955 ▼ | 1956 ▼ | 1957 ▼ | 1958 ▼ | 1959 ▼ \| ▲ \| |

|            | Назив                                            | Редитељ                           | Сценарист                           | Тр.  | У боји |
| ---------- | ------------------------------------------------ | --------------------------------- | ----------------------------------- | ---- | ------ |
| 1950.-те ▲ |                                                  |                                   |                                     |      |        |
| 1950       | Чувари отаџбине                                  | Ђорђе Вукотић                     | Ђорђе Вукотић                       | 0:29 | не     |
| 1950       | Белим стазама                                    | Ото Денес                         | Ото Денес                           | 0:19 | не     |
| 1950       | Са нашим морнарима                               | Ото Денес                         | Ото Денес                           | 0:24 | не     |
| 1951. ▲    |                                                  |                                   |                                     |      |        |
| 1951       | Недовршена биографија                            | Ото Денес                         | Ото Денес Миодраг Ђурђевић          | 0:15 | не     |
| 1951       | Југославија 1941                                 | Пуриша Ђорђевић                   | Ото Денес Пуриша Ђорђевић           | 0:23 | не     |
| 1951       | Гроб у житу                                      | Пуриша Ђорђевић                   | Бранко Ћопић                        | 0:09 | не     |
| 1951       | Под слободним небом                              | Чочи Микијели                     | Миодраг Ђурђевић                    | 0:22 | не     |
| 1951       | Две приче са једног излета                       | Чочи Микијели                     | Пуриша Ђорђевић                     | 0:18 | не     |
| 1951       | Уз логорске ватре                                | Милутин Косовац                   | Ото Денес Миодраг Ђурђевић          | 0:16 | не     |
| 1951       | Три од хиљаду подухвата                          | Бранко Вукотић                    | Стево Радовић Божидар Ранчић        | 0:12 | не     |
| 1951       | На границама Југославије                         | Ђорђе Вукотић                     | Александар Илић Ђорђе Вукотић       | 0:10 | не     |
| 1951       | За њих не постоје препреке                       |                                   |                                     | 0:12 | не     |
| 1951       | Сећање на прошлост                               | Бранко Вукотић                    | Бранко Вукотић                      | 0:12 | не     |
| 1952. ▲    |                                                  |                                   |                                     |      |        |
| 1952       | Патрола                                          | Ото Денес                         | Ото Денес                           | 0:18 | не     |
| 1952       | Шјор Иве открива војну тајну                     | Ото Денес                         | Ото Денес Раско Поповић             | 0:19 | не     |
| 1952       | Из наше армије с пролећа 1952                    | Ото Денес                         | Раско Поповић                       | 0:15 | не     |
| 1952       | Под куполом падобрана                            | Бранко Вукотић                    | Ото Денес Александар Илић           | 0:19 | не     |
| 1952       | Са предвојничке обуке                            | Ђорђе Вукотић                     | Раско Поповић                       | 0:16 | не     |
| 1952       | Као и обично                                     | Божидар Ранчић                    | Ненад Јовичић Божидар Ранчић        | 0:22 | не     |
| 1952       | За наше море                                     | Бранко Вукотић                    | Бранко Вукотић                      | 0:14 | не     |
| 1953. ▲    |                                                  |                                   |                                     |      |        |
| 1953       | Светла на мору                                   | Ото Денес                         | Ото Денес Ненад Јовичић             | 0:16 | не     |
| 1953       | Још једна година                                 | Божидар Ранчић                    | Божидар Ранчић                      | 0:11 | не     |
| 1953       | Одлазак Маршала Тита у посјету Великој Британији | Божидар Ранчић                    | Божидар Ранчић                      | ?    | не     |
| 1953       | На границама Југославије ништа ново              | Ђорђе Вукотић                     | Ђорђе Вукотић                       | 0:12 | не     |
| 1953       | Вести из армије                                  | Божидар Ранчић                    | Божидар Ранчић                      | 0:07 | не     |
| 1953       | После матуре                                     | Ђорђе Вукотић                     | Ђорђе Вукотић                       | 0:19 | не     |
| 1953       | Са новом техником                                | Раско Поповић                     | Раско Поповић                       | 0:16 | не     |
| 1953       | Прсте к себи                                     | Божидар Ранчић                    | Божидар Ранчић                      | 0:13 | не     |
| 1953       | Проба војне готовости                            | Бошко Вучинић                     | Бошко Вучинић                       | 0:19 | не     |
| 1954. ▲    |                                                  |                                   |                                     |      |        |
| 1954       | Југословенске народне игре                       | Владан Слијепчевић                | Владан Слијепчевић                  | 0:17 | не     |
| 1954       | Спасоносне капи                                  | Крсто Шканата                     | Александар Мезић                    | 0:18 | не     |
| 1954       | Плодови удруженог рада                           | Звонимир Саксида                  | Раско Поповић Звонимир Саксида      | 0:17 | не     |
| 1954       | Војнички поздрав врховном команданту             | Божидар Ранчић                    | Божидар Ранчић                      | ?    | не     |
| 1954       | Стихија је савладана                             | Ђорђе Вукотић                     | Ђорђе Вукотић                       | 0:13 | не     |
| 1954       | Тромеч                                           | Бранко Калачић Бранко Вукотић     | Бранко Калачић Бранко Вукотић       | 0:11 | не     |
| 1954       | Код Врховног команданта                          | Бранко Вукотић                    | Бранко Вукотић                      | 0:10 | не     |
| 1954       | На мртвој стражи                                 | Бранко Вукотић                    | Бранко Вукотић                      | 0:08 | не     |
| 1955. ▲    |                                                  |                                   |                                     |      |        |
| 1955       | У сенци магије                                   | Крсто Шканата                     | Александар Мезић                    | 0:22 | не     |
| 1955       | Документи једног живота                          | Бошко Вучинић                     | Тихомир Станојевић                  | 0:56 | не     |
| 1955       | Песници борци                                    | Бранко Калачић                    | Бранко Калачић Стјепан Заниновић    | 0:23 | не     |
| 1955       | Лепотица Бурма                                   | Ото Денес                         | Ото Денес                           | 0:17 | да     |
| 1955       | Бурма - како је пријатељи виде                   | Ото Денес                         | Ото Денес                           | 0:17 | не     |
| 1955       | Велика деценија                                  | Божидар Ранчић                    | Божидар Ранчић                      | 0:15 | не     |
| 1955       | Од Будве до Улциња                               | Бранко Вукотић                    | Бранко Вукотић                      | 0:09 | не     |
| 1955       | Састанак у зору                                  | Чедомир Мацура                    | Чедомир Мацура                      | 0:30 | не     |
| 1955       | Што то шуми Сутјеска                             | Бранко Вукотић                    | Бранко Вукотић                      | 0:10 | не     |
| 1956. ▲    |                                                  |                                   |                                     |      |        |
| 1956       | У слободним часовима                             | Веселин Симовић Стјепан Заниновић | Веселин Симовић Стјепан Заниновић   | 0:27 | не     |
| 1956       | Нова школа                                       | Веселин Симовић                   | Ђорђе Радишић                       | 0:09 | не     |
| 1956       | Народна Република Црна Гора                      | Веселин Симовић                   | Бошко Мратинковић                   | 0:24 | не     |
| 1956       | Музеј народног ослобођења Словеније              | Бранко Калачић                    | Бранко Калачић                      | 0:24 | не     |
| 1956       | 22. децембар 1956                                | Звонимир Саксида                  | Ђорђе Радишић                       | 0:11 | не     |
| 1956       | Смотра морнара у Пули                            | Веселин Симовић                   | Веселин Симовић                     | 0:15 | не     |
| 1957. ▲    |                                                  |                                   |                                     |      |        |
| 1957       | У сусрет 22. децембру 1957                       | Александар Илић                   | Александар Илић                     | 0:12 | не     |
| 1957       | Подводни извиђачи                                | Бранко Калачић                    | Анте Јукас                          | 0:15 | не     |
| 1957       | Одред мира                                       | Крсто Шканата                     | Живко Милић                         | 0:16 | не     |
| 1957       | Нови извори челика                               | Бранко Вукотић                    | Бранко Вукотић                      | 0:15 | не     |
| 1957       | Најважнији род                                   | Стјепан Заниновић                 | Стјепан Заниновић                   | 0:21 | не     |
| 1957       | Црном Гором                                      | Бранко Вукотић                    | Ратко Ђуровић                       | 0:15 | не     |
| 1957       | Барба, сада баците мрежу                         | Веселин Симовић                   | Франц Јурич                         | 0:19 | не     |
| 1957       | Први мај 1957.                                   | Веселин Симовић                   | Веселин Симовић                     | ?    | не     |
| 1957       | Мајске радости                                   | Александар Илић                   | Александар Илић Ђорђе Радишић       | 0:15 | не     |
| 1957       | Штафета младости                                 | Крсто Шканата                     | Крсто Шканата                       | 0:15 | да     |
| 1957       | Борци за слободу                                 | Вилко Бевц                        | Марко Перић                         | 0:13 | не     |
| 1958. ▲    |                                                  |                                   |                                     |      |        |
| 1958       | Стазама пролетера                                | Ђорђе Вукотић                     | Ђорђе Вукотић                       | 0:20 | не     |
| 1958       | Сликовница пчелара                               | Душан Макавејев                   | Васко Попа                          | 0:09 | да     |
| 1958       | Народна Република Србија                         | Ђорђе Вукотић                     | Данило Ружић                        | 0:37 | не     |
| 1958       | Народна Република Хрватска                       | Вилко Бевц                        | Ђорђе Радишић                       | 0:38 | не     |
| 1958       | Народна Република Босна и Херцеговина            | Вилко Бевц                        | Берислав Томашевић                  | 0:33 | не     |
| 1958       | Армија у изградњи земље                          | Александар Илић                   | Александар Илић                     | 0:11 | не     |
| 1958       | Народна Република Словенија                      | Вилко Бевц                        | Ђорђе Радишић                       | ?    | не     |
| 1958       | Вештачка хипотермија                             | Милутин Станишић                  | Александар Мезић                    | 0:41 | не     |
| 1958       | Од монархије до републике                        | Ото Денес                         | Вукашин Мићуновић                   | 0:35 | не     |
| 1958       | Проклети празник                                 | Душан Макавејев                   | Васко Попа                          | 0:10 | да     |
| 1958       | Спасавање повређеног помоћу ранца за спасавање   | Станоје Макивић                   | Риста Ристић                        | 0:27 | не     |
| 1958       | Испит је положен                                 | Милан Душковић                    | Вилко Бевц Милан Душковић           | 0:15 | не     |
| 1959. ▲    |                                                  |                                   |                                     |      |        |
| 1959       | Реконструкција пениса                            | Винко Арнери                      | Винко Арнери                        | 0:16 | не     |
| 1959       | Моша Пијаде                                      | Живан Жика Чукулић                | Живан Жика Чукулић Нусрет Сеферовић | 0:17 | не     |
| 1959       | Спасавање повређеног помоћу планинских носила    | Станоје Макивић                   | Риста Ристић                        | 0:27 | не     |
| 1959       | Како сам постао стрелац                          | Веселин Симовић                   | Веселин Симовић                     | 0:20 | не     |

| 1961 ▼ | 1962 ▼ | 1963 ▼ | 1964 ▼ | 1965 ▼ | 1966 ▼ | 1967 ▼ | 1968 ▼ | 1969 ▼ \| ▲ \| |

|            | Назив                                                    | Редитељ                | Сценарист                             | Тр.  | У боји |
| ---------- | -------------------------------------------------------- | ---------------------- | ------------------------------------- | ---- | ------ |
| 1960.-те ▲ |                                                          |                        |                                       |      |        |
| 1960       | Обука у борењу - саставни део телесног васпитања војника | Звонимир Саксида       | Драган Јевтић                         | 0:16 | не     |
| 1960       | Монтажа висећег моста Баилеy преко Мораче                | Веселин Симовић        | Цветко Радовић                        | ?    | не     |
| 1960       | Основни принципи технике верања по снегу                 | Вилко Бевц             | Риста Ристић                          | ?    | не     |
| 1961. ▲    |                                                          |                        |                                       |      |        |
| 1961       | Побеђени кањон                                           | Божидар Вучуровић      | Цветко Радовић                        | 0:11 | не     |
| 1961       | Покорени крш                                             | Звонимир Саксида       | Звонимир Саксида                      | 0:14 | не     |
| 1961       | Шта да вам кажем више                                    | Звонимир Саксида       | Звонимир Саксида                      | 0:15 | не     |
| 1962. ▲    |                                                          |                        |                                       |      |        |
| 1962       | Два сата вољно                                           | Бранко Калачић         | Бранко Калачић Владан Слијепчевић     | 0:15 | не     |
| 1962       | Вољно                                                    | Бранко Калачић         | Владан Слијепчевић                    | 0:15 | не     |
| 1962       | Оклопни воз                                              | Ото Денес              | Ото Денес                             | 0:41 | не     |
| 1963. ▲    |                                                          |                        |                                       |      |        |
| 1963       | Ужичка Република                                         | Ђорђе Вукотић          | Ратко Ђуровић                         | 0:15 | не     |
| 1963       | Повечерје                                                | Бранко Калачић         | Пуриша Ђорђевић Бранко Калачић        | 0:08 | да     |
| 1963       | Пет пилота                                               | Бранко Калачић         | Бранко Калачић Владан Слијепчевић     | 0:12 | да     |
| 1963       | Морнарев празник                                         | Бранко Калачић         | Бранко Калачић                        | 0:16 | да     |
| 1963       | Другови                                                  | Стјепан Чикеш          | Стјепан Чикеш                         | 0:15 | не     |
| 1964. ▲    |                                                          |                        |                                       |      |        |
| 1964       | Као балада                                               | Пуриша Ђорђевић        | Пуриша Ђорђевић                       | 0:11 | не     |
| 1964       | Млади музичари                                           | Вукоман Миловановић    | Бранко Калачић Боривоје Лазић         | 0:11 | не     |
| 1964       | Два тешка дана                                           | Милорад Гончин         | Милорад Гончин                        | 0:11 | не     |
| 1964       | Први дани у армији                                       | Веселин Симовић        | Душан Макавејев Бранко Свећенски      | ?    | не     |
| 1964       | Невидљиве опасности                                      | Боривоје Лазић         | Ђорђе Хенеберг                        | ?    | не     |
| 1964       | Борење 2. део - Обарања                                  | Миле Пушељић           | Бранко Вујновић Лудовик Житник        | 0:11 | не     |
| 1965. ▲    |                                                          |                        |                                       |      |        |
| 1965       | Кад воде долазе                                          | Милорад Гончин         | Милорад Гончин                        | 0:13 | не     |
| 1965       | Београд - Загреб                                         | Марио Фанели           | Вук Крњевић Света Лукић               | 0:13 | не     |
| 1965       | Заседа                                                   | Радосав Гајић          | Петар Мрђа Раденко Остојић            | ?    | не     |
| 1966. ▲    |                                                          |                        |                                       |      |        |
| 1966       | Водник, бомбе и ...                                      | Стјепан Заниновић      | Стјепан Заниновић                     | 0:19 | не     |
| 1966       | Јестиво дивље биље                                       | Драгомир Смиљанић      | Драгомир Смиљанић                     | 0:20 | да     |
| 1966       | Адио маре                                                | Бранко Калачић         | Бранко Калачић                        | 0:17 | да     |
| 1966       | Војници неимари                                          | Ратомир Ивковић        | Пуриша Ђорђевић Ратомир Ивковић       | 0:14 | да     |
| 1966       | Трећи зуби не ничу                                       | Бранко Вукотић         | Војин Петровић Стјепан Заниновић      | 0:12 | не     |
| 1966       | Понашање наше војничко                                   | Звонимир Саксида       | Илија Поповски                        | 0:10 | не     |
| 1966       | Погано корење                                            | Мића Милошевић         | Мића Милошевић                        | 0:11 | не     |
| 1966       | Хтио бих да говорим                                      | Бранко Ранитовић       | Бранко Ранитовић                      | 0:13 | не     |
| 1966       | Ја, војник                                               | Срђан Хаџић            | Срђан Хаџић                           | 0:11 | не     |
| 1967. ▲    |                                                          |                        |                                       |      |        |
| 1967       | Прва помоћ на бојишту                                    | Радомир Шарановић      | Радомир Шарановић                     | 0:20 | не     |
| 1967       | Последице неопрезности чланова посаде тенка              | Коломан Бауер          | Антон Черна                           | 0:09 | не     |
| 1967       | Оружје                                                   | Предраг Голубовић      | Предраг Голубовић                     | 0:09 | да     |
| 1967       | Морнарица побеђује                                       | Михајло Секулић        | Михајло Секулић                       | 0:16 | да     |
| 1967       | Кораци                                                   | Бранко Калачић         | Бранко Калачић                        | 0:10 | не     |
| 1967       | Дивља фауна у исхрани                                    | Драгомир Смиљанић      | Стјепан Заниновић                     | 0:17 | да     |
| 1967       | Како сам постао падобранац                               | Владан Слијепчевић     | Владан Слијепчевић                    | 0:20 | не     |
| 1967       | Ослободиоци                                              | Стјепан Заниновић      | Миленко Карановић Стјепан Заниновић   | 0:15 | не     |
| 1967       | Узбуна је дата                                           | Радомир Шарановић      | Ратомир Ивић Радомир Шарановић        | 0:22 | не     |
| 1967       | Шпанија наше младости                                    | Здравко Велимировић    | Ратко Ђуровић                         | 0:56 | не     |
| 1968. ▲    |                                                          |                        |                                       |      |        |
| 1968       | Тачно у 05,00                                            | Вукоман Миловановић    | Живко Космина Вукоман Миловановић     | 0:20 | не     |
| 1968       | Рат у Јужном Вијетнаму                                   | Срђан Хаџић            | Срђан Хаџић                           | 0:51 | не     |
| 1968       | Хармоника                                                | Стјепан Заниновић      | Стјепан Заниновић                     | 0:20 | не     |
| 1968       | Дијалог другова са ратног фотоса                         | Стјепан Заниновић      | Стјепан Заниновић                     | 0:19 | не     |
| 1968       | Акустично поље брода и акустичне миноловке               | Вукоман Миловановић    | Лујо Колин                            | 0:19 | не     |
| 1968       | Поплаве                                                  | Звонимир Саксида       | Бранко Бранковић                      | 0:18 | не     |
| 1968       | Рат се дуго свети                                        | Радомир Шарановић      | Јоже Чоларич Боривоје Лазић           | 0:20 | не     |
| 1968       | Мобилизација                                             | Милан Вућић            | Обрад Гаћиновић Милан Вучић           | 0:29 | не     |
| 1968       | Човече, одазови се                                       | Срђан Хаџић            | Срђан Хаџић Јанко Скенџић             | 0:16 | не     |
| 1969. ▲    |                                                          |                        |                                       |      |        |
| 1969       | Ратник                                                   | Предраг Голубовић      | Предраг Голубовић                     | 0:17 | не     |
| 1969       | Растанак                                                 | Стјепан Заниновић      | Стјепан Заниновић                     | 0:25 | не     |
| 1969       | На лево круг                                             | Стјепан Заниновић      | Стјепан Заниновић                     | 0:26 | не     |
| 1969       | Маневар                                                  | Стјепан Заниновић      | Стјепан Заниновић                     | 0:26 | не     |
| 1969       | Крв                                                      | Стјепан Заниновић      | Стјепан Заниновић                     | 0:27 | не     |
| 1969       | Једног дана љубав                                        | Радомир Шарановић      | Вук Крњевић Михајло Секулић           | 0:16 | не     |
| 1969       | 1918-1968                                                | Предраг Голубовић      | Предраг Голубовић                     | 0:10 | да     |
| 1969       | Ојачани стрељачки вод у нападу зими у планини            | Матевж Маринко         | Добривоје Миловановић Веселин Симовић | 0:20 | не     |
| 1969       | Циклус рада аутомата Па топа 20мм М-55                   | Радослав Гајић         | Радослав Гајић Обрад Тадић            | 0:13 | да     |
| 1969       | Упознајмо једно предузеће                                | Миодраг Јовановић      | Миодраг Јовановић                     | 0:11 | да     |
| 1969       | Полупроводници                                           | Боривоје Лазић         | Боривоје Лазић                        | 0:17 | да     |
| 1969       | Обалом сунчаног Јадрана                                  | Александар Аранђеловић | Александар Аранђеловић                | 0:20 | да     |
| 1969       | Кров у природи                                           | Боривоје Лазић         | Боривоје Лазић                        | 0:18 | да     |
| 1969       | Војска без касарни                                       | Милутин Косовац        | Обрад Гаћиновић                       | 0:18 | не     |
| 1969       | Југовинил                                                | Стјепан Чикеш          | Стјепан Чикеш                         | 0:18 | не     |
| 1969       | Дубровник зими                                           | Вукоман Миловановић    | Вукоман Миловановић Штефан Загорјан   | 0:13 | да     |

| 1971 ▼ | 1972 ▼ | 1973 ▼ | 1974 ▼ | 1975 ▼ | 1976 ▼ | 1977 ▼ | 1978 ▼ | 1979 ▼ \| ▲ \| |

|            | Назив                                                                                           | Редитељ                             | Сценарист                                | Тр.  | У боји |
| ---------- | ----------------------------------------------------------------------------------------------- | ----------------------------------- | ---------------------------------------- | ---- | ------ |
| 1970.-те ▲ |                                                                                                 |                                     |                                          |      |        |
| 1970       | Сусрети векова                                                                                  | Раденко Остојић                     | Раденко Остојић                          | 0:14 | да     |
| 1970       | Слика последње планете                                                                          | Предраг Голубовић                   | Предраг Голубовић                        | 0:12 | да     |
| 1970       | Добро дошли у Примоштен                                                                         | Штефан Загорјан                     | Вук Крњевић                              | 0:19 | да     |
| 1970       | Збрињавање повређених од нуклеарног удара                                                       | Матевж Маринко                      | Радко Ковачић                            | 0:20 | не     |
| 1970       | Тренуци храбрости                                                                               | Михајло Секулић                     | Предраг Голубовић Михајло Секулић        | 0:16 | не     |
| 1970       | Под снежним кровом                                                                              | Матевж Маринко                      | Радко Ковачић                            | ?    | не     |
| 1970       | Нема белих застава                                                                              | Звонимир Саксида                    | Александар Белојевић Звонимир Саксида    | 0:18 | не     |
| 1970       | Кажњеник у униформи                                                                             | Предраг Голубовић                   | Предраг Голубовић Вук Крњевић            | 0:20 | не     |
| 1970       | Бригаде младих                                                                                  | Стјепан Чикеш                       | Стјепан Чикеш                            | 0:14 | не     |
| 1970       | Марамица за војника                                                                             | Срђан Хаџић                         | Вук Крњевић Михајло Секулић              | 0:11 | да     |
| 1970       | Куд народна војска прође                                                                        | Вук Крњевић                         | Вук Крњевић                              | 0:29 | да     |
| 1971. ▲    |                                                                                                 |                                     |                                          |      |        |
| 1971       | Минел на нашим пругама                                                                          | Миодраг Јовановић                   | Милош Марјановић                         | 0:12 | да     |
| 1971       | Минел на Ђердапу                                                                                | Миодраг Јовановић                   | Милош Марјановић                         | 0:16 | да     |
| 1971       | Збрињавање повређених од хемијског удара                                                        | Матевж Маринко                      | Милан Петровић Стеван Поповић            | 0:21 | не     |
| 1971       | Вожење у градским условима                                                                      | Срђан Хаџић                         | Марко Калајџић Јован Санадер             | 0:24 | да     |
| 1971       | Трећа страна медаље                                                                             | Михајло Секулић                     | Михајло Секулић                          | 0:11 | да     |
| 1971       | Смрт паора Ђурице                                                                               | Предраг Голубовић                   | Влатко Гилић Предраг Голубовић           | 0:10 | да     |
| 1971       | Слике рата                                                                                      | Предраг Голубовић                   | Ђорђе Радишић                            | 0:11 | не     |
| 1971       | Село у народној одбрани                                                                         | Миле Пушељић                        | Радко Ковачић                            | 0:25 | да     |
| 1971       | Савремени тенкови у зимским условима                                                            | Милан Вучић                         | Његослав Бошковић                        | 0:25 | не     |
| 1971       | Небој се дубина                                                                                 | Веселин Симовић                     | Наил Реџић                               | 0:21 | да     |
| 1971       | Маскаре од мора                                                                                 | Вукоман Миловановић Бруно Сефранка  | Вукоман Миловановић Бруно Сефранка       | 0:14 | не     |
| 1971       | Колера                                                                                          | Матевж Маринко                      | Ђорђе Хенеберг Бранислав Пејушковић      | 0:22 | не     |
| 1971       | Интегрална кола                                                                                 | Вукоман Миловановић                 | Зоран Марковић                           | 0:15 | да     |
| 1971       | Дејства јединица територијалне одбране у борби против падобранског десанта                      | Звонимир Саксида                    | Звонимир Саксида Давид Војводић          | 0:13 | не     |
| 1972. ▲    |                                                                                                 |                                     |                                          |      |        |
| 1972       | Тито - врховни командант                                                                        | Александар Илић Здравко Велимировић | Ратко Ђуровић Здравко Велимировић        | 0:19 | да     |
| 1972       | Развој једне конструкције                                                                       | Боривоје Лазић                      | Александар Манчилов                      | 0:18 | да     |
| 1972       | За успомену                                                                                     | Михајло Секулић                     | Михајло Секулић                          | 0:10 | да     |
| 1972       | Тишине                                                                                          | Предраг Голубовић                   | Предраг Голубовић                        | 0:14 | да     |
| 1972       | Сваке године у септембру                                                                        | Вукоман Миловановић                 | Вукоман Миловановић                      | 0:18 | да     |
| 1972       | Студенти у униформи                                                                             | Штефан Загорјан                     | Вукоман Миловановић Штефан Загорјан      | 0:22 | да     |
| 1972       | Страх                                                                                           | Радомир Шарановић                   | Ратко Ђуровић                            | 0:14 | да     |
| 1972       | Сремска црница равна                                                                            | Милутин Станишић                    | Милутин Станишић                         | 0:46 | да     |
| 1972       | Снага наше одбране                                                                              | Радомир Шарановић                   | Александар Белојевић                     | 0:24 | не     |
| 1972       | Репетиција                                                                                      | Предраг Голубовић                   | Предраг Голубовић                        | 0:11 | да     |
| 1972       | Путеви храбрости                                                                                | Радомир Шарановић                   | Ратко Ђуровић                            | 0:17 | да     |
| 1972       | Први, други, трећи                                                                              | Радосав Гајић                       | Радосав Гајић Вук Крњевић                | 0:09 | да     |
| 1972       | Призрен - Град извора и лепоте                                                                  | Звонимир Саксида                    | Звонимир Саксида                         | 0:19 | да     |
| 1972       | Отпадне воде                                                                                    | Стјепан Чикеш                       | Мухамедалија Дукатар Наил Реџић          | 0:16 | да     |
| 1972       | Нови путеви учења                                                                               | Боривоје Лазић                      | Мирчета Даниловић Боривоје Лазић         | 0:16 | не     |
| 1972       | Нега повређених у току евакуације                                                               | Ђорђе Бујак                         | Жарко Цветковић                          | 0:19 | не     |
| 1972       | На небу домовине                                                                                | Михајло Секулић                     | Душан Јончић                             | 0:22 | да     |
| 1972       | Мој тата пушкомитраљезац                                                                        | Веселин Симовић                     | Веселин Симовић                          | 0:18 | да     |
| 1972       | Месна заједница и општенародна одбрана                                                          | Матевж Маринко                      | Радко Ковачић                            | 0:25 | да     |
| 1972       | Кров није све                                                                                   | Боривоје Лазић                      | Боривоје Лазић Наил Реџић                | 0:18 | да     |
| 1972       | Како укротити муњу                                                                              | Веселин Симовић                     | Славољуб Првуловић                       | 0:26 | да     |
| 1972       | Испитивање и замена неисправних интегралних кола                                                | Вукоман Миловановић                 | Радивоје Филиповић Милојко Јевтовић      | ?    | да     |
| 1972       | Хигијенске навике војника                                                                       | Предраг Голубовић                   | Саво Хаџић Динко Зовић                   | 0:16 | да     |
| 1972       | Доказ                                                                                           | Здравко Велимировић                 | Ратко Ђуровић                            | 0:11 | да     |
| 1972       | Ђубрење ливада и пашњака вештачким ђубривом                                                     | Звонимир Саксида                    | Драгољуб Бабовић Милан Мијатовић         | 0:20 | да     |
| 1972       | Да не будемо изненађени                                                                         | Бранко Вукотић                      | Бранко Вукотић                           | 0:13 | не     |
| 1972       | Данас за сутра                                                                                  | Милан Вучић                         | Радован Јовановић Милан Вучић            | 0:22 | не     |
| 1972       | 14441 квадрат                                                                                   | Карпо Аћимовић Година               | Карпо Аћимовић Година                    | 0:11 | да     |
| 1972       | Десет година Југословенске пољопривредне банке                                                  | Александар Аранђеловић              | Александар Аранђеловић                   | 0:17 | да     |
| 1972       | Пут до даха                                                                                     | Срђан Хаџић                         | Живорад Котлајић                         | 0:10 | не     |
| 1972       | Здружено бојно гађање                                                                           | Милан Вучић                         | Милан Вучић                              | 0:21 | да     |
| 1972       | Форсирање реке из покрета                                                                       | Ђорђе Бујак                         | Ђорђе Бујак Миле Ћупурдија               | 0:19 | да     |
| 1972       | Врховни командант на маневру                                                                    | Вилко Бевц                          | Вилко Бевц Зоран Поповић                 | 0:11 | да     |
| 1972       | У жаришту вариоле                                                                               |                                     |                                          | 0:18 | да     |
| 1972       | Диверзије на железничке објекте                                                                 | Звонимир Саксида                    | Живко Мали Божо Радмановић               | 0:20 | не     |
| 1972       | Диверзанти                                                                                      | Звонимир Саксида                    | Живко Мали                               | 0:16 | не     |
| 1972       | Онеспособљавање и рушење привредних објеката                                                    | Звонимир Саксида                    | Живко Мали Божо Радмановић               | 0:17 | да     |
| 1972       | Диверзије на води и под водом                                                                   | Звонимир Саксида                    | Живко Мали Божо Радмановић               | 0:17 | да     |
| 1973. ▲    |                                                                                                 |                                     |                                          |      |        |
| 1973       | Сам                                                                                             | Радомир Шарановић                   | Радомир Шарановић                        | 0:20 | да     |
| 1973       | Волимо те                                                                                       | Вилко Бевц                          | Ђорђе Пејановић                          | 0:10 | да     |
| 1973       | У загрљају подземља                                                                             | Милан Љубић                         | Милан Љубић                              | 0:27 | да     |
| 1973       | Стари Примоштен                                                                                 | Штефан Загорјан                     | Крунослав Квин                           | 0:17 | да     |
| 1973       | Месна заједница у првим данима рата                                                             | Матевж Маринко                      | Радко Ковачић Боривоје Лазић             | 0:27 | да     |
| 1973       | И на мору - јеж                                                                                 | Вукоман Миловановић Веселин Симовић | Вукоман Миловановић                      | 0:25 | да     |
| 1973       | 500 година Шабац                                                                                | Миодраг Јовановић                   | Миодраг Јовановић                        | 0:18 | да     |
| 1973       | У почетку беше леут                                                                             | Вукоман Миловановић                 | Вукоман Миловановић                      | 0:17 | не     |
| 1973       | Напалм                                                                                          | Александар Аранђеловић              | Александар Аранђеловић Драгољуб Павловић | 0:17 | да     |
| 1973       | Деца                                                                                            | Горан Паскаљевић                    | Горан Паскаљевић Бранко Стојановић       | 0:10 | не     |
| 1973       | Човјек, човјеку                                                                                 | Вера Црвенчанин                     | Вера Црвенчанин                          | 0:09 | не     |
| 1973       | Средње војне школе                                                                              | Штефан Загорјан                     | Антоније Исаковић Штефан Загорјан        | 0:16 | да     |
| 1973       | Енергофис 72                                                                                    | Миодраг Јовановић                   | Миодраг Јовановић                        | 0:14 | да     |
| 1973       | Пас чувар                                                                                       | Штефан Загорјан                     | Слободан Теодосић                        | 0:19 | да     |
| 1973       | Месна зеједница на привремено запоседнутој територији                                           | Матевж Маринко                      | Радко Ковачић                            | 0:30 | да     |
| 1973       | Ало!... овде Шавник                                                                             | Никола Јовићевић                    | Милан Крсмановић                         | 0:16 | да     |
| 1974. ▲    |                                                                                                 |                                     |                                          |      |        |
| 1974       | Манифест за слободу                                                                             | Предраг Голубовић                   | Предраг Голубовић                        | 0:10 | да     |
| 1974       | Капетан Јанко                                                                                   | Горан Паскаљевић                    | Горан Паскаљевић                         | 0:21 | да     |
| 1974       | Имала је петнаест година                                                                        | Штефан Загорјан                     | Михајло Секулић Штефан Загорјан          | 0:10 | да     |
| 1974       | Галебом на шест мора                                                                            | Георгије Новков                     | Славољуб Првуловић                       | 0:11 | да     |
| 1974       | Полигон                                                                                         | Милан Вућић                         | Стјепан Заниновић                        | ?    | ?      |
| 1974       | Батаљон је одлучио                                                                              | Радомир Шарановић                   | Шпиро Иванишевић                         | 0:21 | да     |
| 1974       | Црвени снег на Похорју                                                                          | Јоже Погачник                       | Ђорђе Радишић                            | 0:12 | да     |
| 1974       | Више од братства                                                                                | Звонимир Саксида                    | Ратко Ђуровић                            | 0:17 | не     |
| 1974       | Савладати панику                                                                                | Вук Бабић                           | Вук Бабић                                | 0:29 | да     |
| 1974       | Општенародни отпор у привремено запоседнутом граду                                              | Матевж Маринко                      | Радко Ковачић                            | ?    | да     |
| 1975. ▲    |                                                                                                 |                                     |                                          |      |        |
| 1975       | Из победе у победу                                                                              | Горан Паскаљевић                    | Ђорђе Пејановић                          | 0:43 | да     |
| 1975       | Девојка са Биокова                                                                              | Стјепан Чикеш                       | Милан Крсмановић                         | 0:15 | да     |
| 1975       | Наш Тито                                                                                        | Вилко Бевц                          | Ђорђе Пејановић                          | 0:31 | не     |
| 1976. ▲    |                                                                                                 |                                     |                                          |      |        |
| 1976       | Самоуправљање у организацији удруженог рада                                                     | Миодраг Николић                     | Миодраг Николић                          | 0:35 | да     |
| 1976       | Примеран војник                                                                                 | Александар Илић                     | Александар Илић                          | 0:16 | да     |
| 1976       | Другови морнари, здраво!                                                                        | Стјепан Заниновић                   | Стјепан Заниновић                        | 0:30 | да     |
| 1976       | Ми смо млада војска Титова                                                                      | Бранко Калачић                      | Бранко Калачић                           | 0:10 | да     |
| 1976       | Балада о једној застави                                                                         | Вукоман Миловановић                 | Вукоман Миловановић                      | 0:17 | да     |
| 1976       | Сопственим снагама                                                                              | Вукоман Миловановић Милан Вучић     | Милан Вучић                              | 0:24 | да     |
| 1976       | Фап - Фамос                                                                                     | Александар Аранђеловић              | Александар Аранђеловић                   | 0:18 | да     |
| 1976       | Курир Јовица                                                                                    | Срђан Хаџић                         | Гордана Брајовић Драгојла Шарановић      | 0:16 | да     |
| 1976       | Ти си добар дечко!?                                                                             | Миодраг Ристић                      | Горан Шмит                               | 0:05 | не     |
| 1976       | Први гарнизон                                                                                   | Радомир Шарановић                   | Радомир Шарановић                        | 0:41 | да     |
| 1976       | Мост                                                                                            | Милорад Берић                       | Милорад Берић Горан Шмит                 | 0:04 | не     |
| 1976       | Ја, Страхиња                                                                                    | Миливоје Несторовић                 | Михајло Секулић                          | 0:13 | не     |
| 1977. ▲    |                                                                                                 |                                     |                                          |      |        |
| 1977       | Умрли су с бродом                                                                               | Стјепан Чикеш                       | Стјепан Чикеш                            | 0:14 | да     |
| 1977       | Титово Ужице                                                                                    | Стјепан Заниновић                   | Стјепан Заниновић                        | 0:54 | да     |
| 1977       | Историја ратног ваздухопловства                                                                 | Стјепан Чикеш                       | Стјепан Чикеш                            | 0:55 | не     |
| 1977       | Спортско првенство ЈНА                                                                          | Георгије Новков                     | Славољуб Првуловић                       | 0:17 | да     |
| 1977       | Санитетско обезбеђивање дивизије у одбрани                                                      | Срђан Хаџић                         | Стеван Богдановић Александар Радовић     | 0:27 | да     |
| 1977       | Пекарски вод у рату                                                                             | Александар Аранђеловић              | Конрад Чернак                            | 0:17 | не     |
| 1977       | Електрични уређаји на моторном возилу                                                           | Штефан Загорјан                     | Југослав Коџопељић Петар Законовић       | ?    | да     |
| 1977       | Дејство чете територијалне одбране на привремено запоседнутој територији                        | Звонимир Саксида                    | Мирко Алексић                            | 0:22 | да     |
| 1977       | Стварање и развој Југословенског ратног ваздухопловства у НОР-у                                 | Стјепан Чикеш                       | Стјепан Чикеш                            | 1:16 | не     |
| 1977       | Пити ил’ не пити                                                                                | Александар Аранђеловић              | Александар Аранђеловић                   | 0:29 | не     |
| 1977       | Савремено ратно ваздухопловство и противваздушна одбрана                                        | Михајло Секулић                     | Ђорђе Пејановић                          | 1:21 | да     |
| 1977       | Обавезујем се                                                                                   | Срђан Хаџић                         | Ратко Ђуровић Срђан Хаџић                | 0:13 | да     |
| 1977       | Здрави зуби - здраво тело                                                                       | Миливоје Несторовић                 | Мирослав Старчевић                       | 0:16 | да     |
| 1977       | За дужи век моторних возила - Помоћни уређаји                                                   | Штефан Загорјан                     | Петар Законовић                          | 0:16 | да     |
| 1977       | Титов поглед даље                                                                               | Вукоман Миловановић                 | Стјепан Заниновић                        | 0:36 | да     |
| 1977       | Базирање јединица територијалне одбране у слободном месту на привремено запоседнутој територији | Александар Аранђеловић              | Љубомир Ускоковић                        | 0:19 | да     |
| 1978. ▲    |                                                                                                 |                                     |                                          |      |        |
| 1978       | Уз Маршала Тита                                                                                 | Георгије Новков                     | Георгије Новков                          | ?    | да     |
| 1978       | Македонија у народноослободилачком рату и револуцији 1941-1945                                  | Трајче Попов                        | Лазо Богески                             | 1:42 | да     |
| 1978       | Тито међу ваздухопловцима                                                                       | Стјепан Чикеш                       | Стјепан Чикеш                            | 0:25 | да     |
| 1978       | Радна организација професионалне електронике Руди Чајавец                                       | Срђан Хаџић                         | Срђан Хаџић Ђорђе Петковић               | 0:19 | да     |
| 1979. ▲    |                                                                                                 |                                     |                                          |      |        |
| 1979       | Моторно возило у сервисној станици                                                              | Срђан Хаџић                         | Љубомир Пауновић                         | 0:15 | да     |
| 1979       | Летови мира и пријатељства                                                                      | Стјепан Чикеш                       | Стјепан Чикеш                            | 0:26 | да     |
| 1979       | Гашење пожара моторном противпожарном пумпом                                                    | Светислав Павловић                  | Боривоје Антић                           | 0:16 | да     |
| 1979       | Борба против специјалних снага агресора на територији општине                                   | Срђан Хаџић                         | Албин Сток                               | 0:28 | да     |
| 1979       | Рушење елемената и материјала                                                                   | Ђорђе Бујак                         | Милијан Николић                          | ?    | да     |
| 1979       | Паљење експлозивних пуњења                                                                      | Ђорђе Бујак                         | Вукота Вукићевић                         | ?    | да     |
| 1979       | Месарски вод                                                                                    | Александар Аранђеловић              | Миодраг Јовановић Јосип Тоскано          | 0:22 | да     |
| 1979       | Израда мешовитих минских поља                                                                   | Срђан Хаџић                         | Јован Врањковић                          | 0:22 | да     |
| 1979       | Планина зове                                                                                    | Милорад Берић                       | Милорад Берић Шпиро Никовић              | 0:07 | да     |
| 1979       | НБ - 11 црвена Звијезда                                                                         | Бранко Калачић                      | Иван Ференц                              | 0:27 | да     |
| 1979       | Маскирање техничких материјалних средстава                                                      | Ђорђе Бујак                         | Јован Врањковић                          | ?    | да     |
| 1979       | Маскирање појединца                                                                             | Штефан Загорјан                     | Никола Рукавина                          | 0:22 | да     |
| 1979       | Мост                                                                                            | Здравко Велимировић                 | Здравко Велимировић                      | 0:25 | да     |

| 1981 ▼ | 1982 ▼ | 1983 ▼ | 1984 ▼ | 1985 ▼ \| ▲ \| |

|            | Назив                                                            | Редитељ                | Сценарист                                | Тр.  | У боји |
| ---------- | ---------------------------------------------------------------- | ---------------------- | ---------------------------------------- | ---- | ------ |
| 1980.-те ▲ |                                                                  |                        |                                          |      |        |
| 1980       | Дуња                                                             | Кресо Сидик            | Шаблон:Александар Пушкин Михајло Секулић | 0:12 | да     |
| 1980       | Друг Тито Љубљана                                                | Срђан Хаџић            | Срђан Хаџић                              | 0:17 | да     |
| 1980       | Специфичности у руковању и одржавању теренског возила Там 110 Т7 | Штефан Загорјан        | Југослав Коџопељић Петар Законовић       | ?    | да     |
| 1980       | Звуци партизанске трубе                                          | Војдраг Берчић         | Војдраг Берчић                           | 0:25 | да     |
| 1980       | Битка на Сутјесци                                                | Владан Слијепчевић     | Владан Слијепчевић                       | 0:35 | да     |
| 1981. ▲    |                                                                  |                        |                                          |      |        |
| 1981       | Оружје од мора                                                   | Миодраг Ристић         | Михајло Секулић                          | 0:10 | да     |
| 1981       | Кумови                                                           | Драган Лекић           | Леон Ковке Драган Лекић                  | 0:10 | да     |
| 1981       | Акупунктура                                                      | Кресо Сидик            | Антоније Скокљев                         | 0:20 | да     |
| 1981       | Црвени универзитети                                              | Вукоман Миловановић    | Вукоман Миловановић                      | 0:59 | да     |
| 1981       | Маскирање                                                        | Вера Влајић            | Вера Влајић                              | 0:07 | да     |
| 1982. ▲    |                                                                  |                        |                                          |      |        |
| 1982       | Поздрав застави                                                  | Александар Аранђеловић | Александар Аранђеловић                   | 0:19 | да     |
| 1982       | Подвизи                                                          | Штефан Загорјан        | Михајло Секулић                          | 0:24 | да     |
| 1982       | Галеб                                                            | Бранко Калачић         | Бранко Калачић                           | 0:18 | да     |
| 1982       | Изградња војно-медицинске академије                              | Звонимир Саксида       | Јован Антонијевић                        | 0:33 | да     |
| 1982       | Војно-медицинска академија данас                                 | Звонимир Саксида       | Славољуб Павловић                        | 0:20 | да     |
| 1982       | Ратко Митровић                                                   | Звонимир Саксида       | Мирослав Брковић                         | 0:17 | да     |
| 1982       | За слободни Јадран                                               | Бранко Калачић         | Бранко Калачић                           | 0:09 | да     |
| 1982       | Фискултура                                                       | Вера Влајић            | Илија Поповски                           | 0:05 | да     |
| 1983. ▲    |                                                                  |                        |                                          |      |        |
| 1983       | Кроз војнички клуб                                               | Крешо Сидик            | Крешо Сидик                              | 0:24 | да     |
| 1983       | Зрак Сарајево                                                    | Кресо Сидик            | Кресо Сидик                              | 0:10 | да     |
| 1983       | Заводи Црвена застава - Фабрика оружја                           | Срђан Хаџић            | Славомир Чукић                           | 0:09 | да     |
| 1983       | Средње војне школе                                               | Миливоје Несторовић    | Ђорђо Зиројевић                          | 0:23 | да     |
| 1983       | Радна организација Зрак - Сарајево                               | Кресо Сидик            | Кресо Сидик                              | 0:07 | да     |
| 1984. ▲    |                                                                  |                        |                                          |      |        |
| 1984       | Данас, јуче, сутра                                               | Пуриша Ђорђевић        | Пуриша Ђорђевић                          | 0:10 | да     |
| 1984       | ЈНА на зимској олимпијади                                        | Милорад Берић          | Вукоман Миловановић Михајло Секулић      | 0:12 | да     |
| 1984       | Учитељица                                                        | Антун Хип              | Леон Ковке                               | 0:11 | да     |
| 1984       | За већу борбену спремност и дужи век технике у ОС СФРЈ           | Миле Пушељић           | Здравко Илић                             | 0:30 | да     |
| 1984       | Школски центар Оклопних и механизованих јединица Петар Драпшин   | Кресо Сидик            | Манојло Бабић Кресо Сидик                | 0:26 | да     |
| 1985. ▲    |                                                                  |                        |                                          |      |        |
| 1985       | Далмација у Народноослободилачкој борби, 1. део                  | Стјепан Чикеш          | Стјепан Чикеш                            | 0:36 | не     |
| 1985       | Далмација у Народноослободилачкој борби, 2. део                  | Стјепан Чикеш          | Стјепан Чикеш                            | 0:36 | не     |
| 1985       | Хемијско - Гумарска индустрија Милоје Закић                      | Слободан Новаковић     | Драган Петровић                          | 0:07 | да     |
| 1985       | Заштитна маска М - 1                                             | Миливоје Несторовић    | Миодраг Радић                            | 0:06 | да     |
| 1985       | Школски Центар АБХО                                              | Миливоје Несторовић    | Слободан Перовић Теодор Троха            | 0:21 | да     |

| 1991 ▼ | 1992 ▼ \| ▲ \| |

|            | Назив                 | Редитељ             | Сценарист           | Тр.  | У боји |
| ---------- | --------------------- | ------------------- | ------------------- | ---- | ------ |
| 1990.-те ▲ |                       |                     |                     |      |        |
| 1991       | Капетан дуге пловидбе | Милун Вучинић       | Синиша Ковачевић    | 0:12 | да     |
| 1991       | Круг                  | Небојша Дивјак      | Небојша Дивјак      | 0:01 | да     |
| 1992. ▲    |                       |                     |                     |      |        |
| 1992       | Узвишење              | Здравко Велимировић | Здравко Велимировић | 1:22 | да     |

| 2014 ▼ | 2015 ▼ | 2016 ▼ | 2017 ▼ \| ▲ \| |

|            | Назив                 | Редитељ                 | Сценарист               | Тр.  | У боји |
| ---------- | --------------------- | ----------------------- | ----------------------- | ---- | ------ |
| 2010.-те ▲ |                       |                         |                         |      |        |
| 2014       | Србија У Великом Рату | Ивана Стевенс           | Слађана Зарић           | 2:00 | да     |
| 2015. ▲    |                       |                         |                         |      |        |
| 2015       |                       |                         |                         | ?    | да     |
| 2016. ▲    |                       |                         |                         |      |        |
| 2016       | Мементо Мори          | Ђорђе Милосављевић Гера | Михајло Витезовић       | 0:30 | да     |
| 2017. ▲    |                       |                         |                         |      |        |
| 2017       | Кукавица              | Хаџи Александар Ђуровић | Хаџи Александар Ђуровић | 0:18 | да     |